# از سکوت لذت ببر
از سکوت لذت ببر (به انگلیسی: Enjoy the Silence) بیست‌وچهارمین تک‌آهنگ بریتانیایی دپش مد است که در ۵ فوریهٔ ۱۹۹۰ میلادی عرضه شد و نیز دومین تک‌آهنگ از آلبوم متجاوز.
«از سکوت لذت ببر» در سال ۲۰۰۴ برای پروژهٔ بازترکیب دپش مد، بازترکیب‌ها ۸۱ - ۰۴ مجدداً به عنوان یک تک‌آهنگ عرضه شد و «از سکوت لذت ببر (شرح مجدد)» یا ساده‌تر «از سکوت لذت ببر ۰۴» نام گرفت. نسخهٔ جدید به وسیلهٔ مایک شینودا، رپر و تهیه‌کنندهٔ گروه موسیقی آمریکایی نیو متال/آلترنتیو راک لینکین پارک بازسازی شده بود. 
این ترانه که یکی از مشهورترین آثار دپش مد است تاکنون به وسیلهٔ بسیاری از گروه‌ها و خوانندگان دیگر شامل کین، توری ایمس، فیلر، ایت دایز تدی، تنگتو، دی اکدمی ایز... و کبرا استارشیپ، انبرلین، ایچ‌آی‌ام، لاکونا کویل، متیو گود، بل اکس۱، نو یوز فور ا نیم و توری ایموس بازخوانی شده است.